# Fei Liwei
Det här är en artikel om en person med kinesiskt personnamn; Fei är familjenamnet.
Fei Liwei (kinesiska: 费立纬), född 12 mars 2003, är en kinesisk simmare.

## Karriär
Vid asiatiska spelen 2022 i Hangzhou, som arrangerades 2023, tog Fei guld på 1 500 meter frisim och silver på 800 meter frisim. Han erhöll även ytterligare ett silver efter att ha simmat försöksheatet på 4×200 meter frisim.